# 雷德奧克 (喬治亞州)
雷德奧克（英語：Red Oak）是位於美國喬治亞州富爾頓縣的一個非建制地區。該地的面積和人口皆未知。

## 地理
雷德奧克的座標為33°09′10″N 84°17′08″W / 33.15278°N 84.28556°W，而該地的平均海拔高度為309米（即1014英尺）。